# Paul Ryan
Paul Davis Ryan, född 29 januari 1970 i Janesville i Wisconsin, är en amerikansk tidigare republikansk politiker. Han var talman i USA:s representanthus från den 29 oktober 2015 till 3 januari 2019 och representerade Wisconsins första distrikt i USA:s representanthus sedan 1999. 
Den 11 april 2018 meddelade Ryan att han inte skulle ställa upp för omval i november 2018.

## Bakgrund
Ryan avlade 1992 dubbla kandidatexamen (B.A.) i statsvetenskap och nationalekonomi vid Miami University i Oxford i Ohio. Under studietiden väcktes hans intresse för skrifter av tänkare som Friedrich Hayek, Ayn Rand, Ludwig von Mises och Milton Friedman. Han hade en nära relation till professor Richard Hart som han ofta diskuterade ekonomiska teorier med. Genom en rekommendation från Hart fick Ryan en praktiktjänst hos Bob Kasten under dennes tid som ledamot i USA:s senat. Efter studierna och fram till 1998 arbetade Ryan sedan som politisk assistent och talskrivare åt olika republikanska politiker.
Ryan gifte sig med Janna Little i december 2000. Paret har tre barn: Elizabeth, Charles och Samuel.

## Politisk karriär

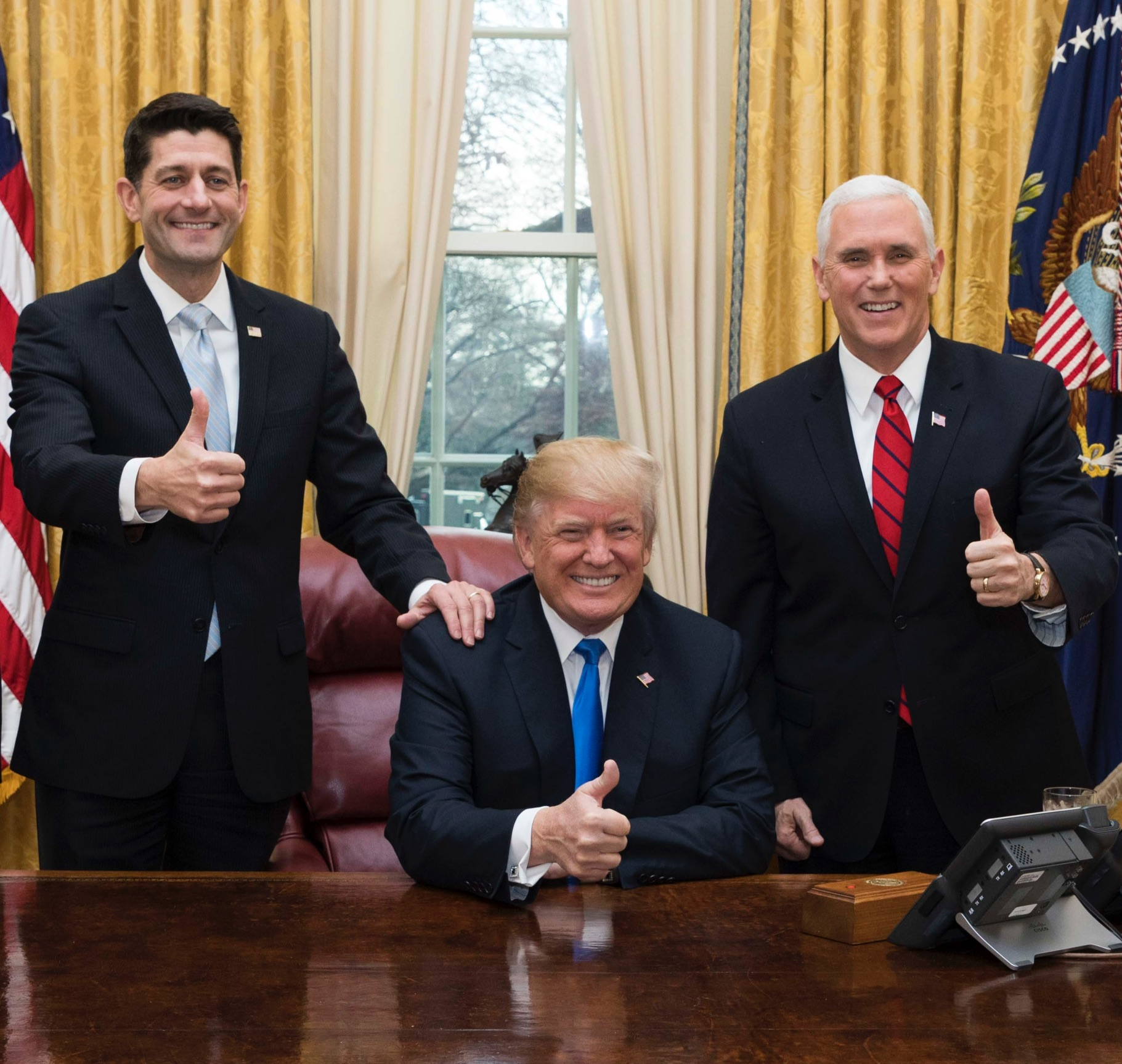
Paul Ryan med Donald Trump och Mike Pence i Ovala rummet efter att Trumps skattereform röstats igenom.

Den republikanske kongressledamoten Mark Neumann bestämde sig för att utmana sittande senatorn Russ Feingold i senatsvalet 1998, snarare än att ställa upp för omval till representanthuset. Neumann kom att förlora valet med knapp marginal. Ryan vann det republikanska primärvalet och blev partiets kandidat för att efterträda Neumann, och vann i valet över den demokratiska kandidaten Lydia Spottswood. Ryan tillträdde som kongressledamot den 3 januari 1999, och var då näst yngst i representanthuset. Ryan har därefter omvalts i valen 2000–2016. Ryans motståndare i valet 2008 var Marge Krupp, och i valet 2010 John Heckenlively. 
Ryan har i kongressen framför allt ägnat sig åt budgetfrågor. 2011 blev han ordförande för representanthusets budgetutskott. Under denna period gjorde han sig känd som en "budgethök" och kritiker av de amerikanska budgetunderskotten och flera av president Barack Obamas reformer.
I presidentvalet 2012 var han republikanernas kandidat till vicepresidentposten vid sidan om presidentkandidat Mitt Romney. Romneys val av Ryan som vicepresidentkandidat offentliggjordes den 11 augusti 2012. Som vicepresidentkandidat misslyckades Ryan med att vinna den egna delstaten, Wisconsin, som den sittande presidenten Barack Obama och hans vicepresident Joe Biden vann. Däremot blev Ryan omvald för ytterligare en mandatperiod som ledamot i kongressen.
The Washington Post har beskrivit Ryans förhållande till USA:s president Donald Trump som "vänskapligt, men ibland obekvämt". Politiska motståndare och kritiker anklagade Ryan för att normalisera Trump. Ryan stödde Trumps avskedande av FBI-chefen James Comey men stödde inte lagstiftning för att skydda den särskilda utredaren Robert Muellers utredning om rysk inblandning i valen 2016. Under presidentvalet 2016 föreslog Ryan att presidentkandidat Trump borde offentliggöra sin självdeklaration. Efter att Trump vann presidentvalet har Ryan upprepade gånger blockerat representanthuset från att tvinga Trump att släppa sin självdeklaration.

## Politiska ställningstaganden
Ryans politiska ställningstaganden är i allmänhet konservativa, med fokus på finanspolitik. Under sina tidiga politiska år talade Ryan gärna om filosofen Ayn Rands idéer. Rands idéer byggde på tanken av en minskning av offentlig makt, såsom staten; girighet och egoism ansåg Rand vara rationellt. På senare år har Ryan tonat ner sin beundran för Ayn Rands idéer.
Ryan är pro-life och motsätter sig rätten till fri abort. Under 2012 stöttade Ryan registrerat partnerskap men motsatte sig införandet av samkönat äktenskap.